# Vladimír Jelínek
Vladimír Jelínek (5. února 1934 Žižice – 20. června 2023) byl český malíř, grafik, sklářský výtvarník a fotograf.

## Život
Narodil se v kraji blízko města Slaného, nedaleko místa, kde měl později svůj mimopražský ateliér a dílnu. Své výtvarné vlohy se rozhodl rozvíjet během studia gymnázia ve Slaném, když v roce 1949 odešel studovat sklářskou školu v Kamenickém Šenově. Po absolutoriu v roce 1952 pokračoval ve studiu na Vysoké škole uměleckoprůmyslové v Praze v ateliéru profesora Josefa Kaplického. Od roku 1958 se profesně uplatňoval nejen v oblasti užité a volné sklářské tvorby, ale i jako malíř a grafik. V letech 1958–1961, 1964–1966 a 1977–1982 byl výtvarníkem ve svobodném povolání, v letech 1961–1964 působil jako výtvarník n. p. Moravské sklárny, závod Karolinka, v letech 1966–1977 a 1982–1997 byl designérem ÚBOKu v Praze, spolupracoval s podniky Karlovarské sklo/Moser a Crystalex. V letech 1978–1981 externě pedagogicky působil na Pedagogické fakultě UK (obor užité umění).
Žil v Praze a v Ledcích u Slaného, kde měl svůj ateliér. Jeho dcera se jmenuje Bára.

## Dílo

### Výběr z umělecké tvorby pro Moser
- 1982 Nápojový soubor Jubilant 27680
- 1997 Skleněný blok Tři Grácie 2860/1-2, Rytý blok Dívčí hlava 2885, Mísy Balanc 2865 a 2865/1
- 2006 Kolekce unikátů Magický oblázek, Léda s labutí, Danae ve zlaté lázni

### Zastoupení ve sbírkách
- Museum dekorativního umění, Paříž
- Sklářské museum, Corning, USA
- Uměleckoprůmyslové museum v Praze
- Bellerive museum, Curych
- Badisches Landesmuseum Karlsruhe, Schloss, Karlsruhe
- Glasmuseum Frauenau (Sammlung Wolfgang Kermer)
- Hessisches Landesmuseum, Kassel
- Kunstmuseum, Düsseldorf
- Moravská galerie v Brně, Brno (Brno-město)
- Museum für angewandte Kunst und Handwerk, Frankfurt a. M.
- Museum Narodowe Wrocław, Wrocław
- Muzeum skla a bižuterie v Jablonci nad Nisou, Jablonec nad Nisou (Jablonec nad Nisou)
- Severočeské muzeum, Liberec (Liberec)

### Ocenění
- 1961 Výstava v Liberci, Zlatá medaile
- 1965 Cena k 20. výročí osvobození Československa
- 1968 Cena za ryté sklo na Trienále řezaného skla v Brně
- 1970 Internationale Handwerksmesse, München, Bayerischer Staatspreis – Goldenmedaille
- 1980 Mezinárodní veletrh v Brně, Zlatá medaile
- 1982 Mezinárodní veletrh v Brně, Zlatá medaile
- 1983 Ceny Ministerstva průmyslu za nejlepší výrobek roku